# Бернхард Беро III фон Рехберг
Бернхард Беро III фон Рехберг (на немски: Bernhard Bero III. Freiherr v.Rechberg; Bero Freiherr von Rechberg zu Osterberg; * 29 декември 1625; † 1667) от благородническия швабски род Рехберг, е фрайхер на Рехберг в Хоенрехберг (при Швебиш Гмюнд) и Остерберг (в район Ной-Улм), императорски кемерер и съветник.

## Произход
Той е най-големият син на фрайхер Файт Ернст I фон Рехберг (1596 – 1671) и първата му съпруга Барбара фон Геминген (1596 – 1638), дъщеря на Ханс Диполд фон Геминген (1554 – 1612) и Барбара фон Фенинген († сл. 1627).
Полубрат му Франц Лео († 2 април 1672), от третия брак на баща му с графиня Мария Магдалена Фугер-Кирхберг и Вайсенхорн (1621 – 1671), се жени пр. 1672 г. за графиня Мария Изабела Леополдина Фугер фон Кирхберг и Вайсенхорн (1645 – 1695), дъщеря на граф Хайнрих Раймунд Фугер фон Кирхберг-Вайсенхорн (1611 – 1656) и графиня Мария Кристина фон Лихтенщайн († 1668).
Бернхард Беро III фон Рехберг умира преди баща си през 1667 г. на 41 години и е погребан в Остерберг.

## Фамилия
Бернхард Беро III фон Рехберг се жени на 18 септември или октомври 1645 г. в Гюнцбург за графиня Франциска Фугер фон Кирхберг и Вайсенхорн (* 29 декември 1625; † 8 април 1672, Остерберг), сестра на втората му мащеха Мария Магдалена Фугер-Кирхберг и Вайсенхорн (1621 – 1671), дъщеря на граф Хуго Фугер фон Кирхберг-Вайсенхорн (1589 – 1627) и Мария Юлиана Фьолин фон Фрикенхаузен (1594 – 1653). Те имат 14 деца:
- Хауг Ернст (*/† 1646)
- Мария Анна Юлиана (* 23 юли/1 август 1648; † 21 юни 1721), омъжена за фрайхер Балтазар Фердинанд Райхлин фон Мелдег († 22 април 1704, Фелхайм)
- Мария Магдалена (* 24 януари 1651, Келмюнц), монахиня в Клостербойрен
- Мориц Файт Ернст II (* 12 юли 1652, Келмюнц; † 9 април 1709, Вайсенщайн), женен за фрайин Мария Франциска фон Бемелберг (* 9 ноември 1654; † 2 ноември 1707), дъщеря на фрайхер Ханс фон Бемелберг цу Еролцхайм († 1679) и Мария Юдит Фаубер фон Рандек († 1681)
- Йохан Рудолф (*/† 1655)
- Мария Кристина (*/† 1656)
- Мария Маргарета (*/† 1656)
- Мария Лудовика Маргарета (* 18 юни 1657, Келмюнц; † 9 септември 1750), омъжена 1687 г. за граф Фаркас Кохари от Унгария (* 3 април 1654; † 1704, Дубрава)
- Йозеф Рудолф Кристоф (* 10 май 1659, Остерберг; † 26 декември 1711, Вайсенщайн), фрайхер на Хоенрехберг, Келмюнц, Вайсенщайн и Донцдорф, каноник в Елванген (1674 – 1682), наследствен шенк на манастир Елванген, Курфюрсткия Пфалц и княз-епископския Аугсбург, кемерер и оберст-дворцоцов мейстер в Дилинген, курфюрстки баварски ритмайстер, женен I. в Елванген на 21 май 1691 г. за Мария Емеренция Елизабет фон и цу Зиргенщайн (* 1677; † 16 януари 1694, Елванген), дъщеря на Йохан Йоахим фон и цу Зиргенщайн и фрайин Маргарета Анна фон Щотцинген; II. в Нойбург ан дер Камел на 14 ноември 1694 г. за фрайин Мария Маргарета Цецилия Фьолин фон Фрикенхаузен и Илертисен (* 1677; † 16 януари 1694, Елванген), дъщеря на фрайхер Ханс Албрехт Фьолин фон Фрикенхаузен и Илертисен и графиня Мария Конкордия фон Прайзинг цу Моос
- Мария Луция, омъжена за фрайхер Волфганг Кваре фон Шабарак
- Гауденц (* 6 март 1664; † 6/11 септември 1755, Мюнхен), кемерер, тайен-съветник-полковник, дворцов маршал и президент на дворцовия военен съвет в Курфюрство Кьолн и Курфюрство Бавария, женен на 1 февруари 1690 г. за графиня Мария Аделхайд Лудовика фон Тоеринг-Жетенбах (* 6 май /декември 1668; † 6 ноември/декември 1746), дъщеря на граф Максимилиан Фердинанд фон Тоеринг-Зеефелд и Анна Мария ди Сан Мартино д'Аглие, маркеза ди Сан Германо
- Беро Леонхард (* 1666; † сл. 1685), каноник в Елванген (1682 – 1685)
- Хуго (* 18 юли 1691; † 170?)
- Беро († 1691), женен 1690 г. за фрайин Мария Тереза Райхлин фон Мелдег (* 11 януари 1674; † сл. 1690), дъщеря на фрайхер Франц Волф Райхлин фон Мелдег и фрайин Анна Маргарета фон Турн и Таксис